# 12 volte Natale
12 Volte Natale (12 Dates of Christmas) è un film per la televisione interpretato da Amy Smart e Mark-Paul Gosselaar. È uscito in anteprima su ABC Family l'11 dicembre 2011. È diretto da James Hayman.

## Trama
Kate si ritrova a rivivere la vigilia di Natale (compreso un appuntamento al buio con un uomo di nome Miles) più e più volte. Deve scoprire come rompere il ciclo: dovrebbe tentare di riconquistare il suo ex-fidanzato Jack, avrebbe dovuto scegliere Miles? Oppure qualcun altro?

## Musiche e colonna sonora
Angels Are Singing, la sigla del film interpretata dall'artista statunitense Jordin Sparks, è uscita come download digitale il 27 novembre 2011 su iTunes e Amazon.com.